# جوزفین تیوسن
جوزفین تیوسن (انگلیسی: Josephine Tewson؛ زادهٔ ۲۶ فوریهٔ ۱۹۳۱ – درگذشتهٔ ۱۸ اوت ۲۰۲۲) هنرپیشه اهل بریتانیا بود.
از فیلم‌ها یا مجموعه‌های تلویزیونی که وی در آن‌ها نقش داشته است، می‌توان به در انتهای دوران میانسالی اشاره نمود.